# Liga de Campeones de la CAF 2002
La Liga de Campeones de la CAF del 2002 fue la edición 38 del torneo anual de fútbol a nivel de clubes de África organizado por la CAF.
El Zamalek de Egipto ganó el torneo por quinta ocasión.

## Ronda Preliminar
| Equipo 1              | Agr.       | Equipo 2          | Ida | Vuelta |
| --------------------- | ---------- | ----------------- | --- | ------ |
| SO l'Emyrne           | 4-1        | Olympique de Moka | 2-0 | 2-1    |
| Costa do Sol          | 5-0        | Prince Louis      | 4-0 | 1-0    |
| Hintsa                | 1-4        | APR FC            | 1-0 | 0-4    |
| Red Star              | 0-4        | Simba             | 0-1 | 0-3    |
| Wallidan              | 4-1        | Horoya            | 3-0 | 1-1    |
| Tourbillon            | 3-2        | Dynamic Togolais  | 3-2 | 0-0    |
| Olympique Réal        | 1-1 (pen.) | Akonangui         | 1-0 | 0-1    |
| Mogoditshane Fighters | 1-2        | LDF               | 0-1 | 1-1    |
| Oserian Fastac        | 3-1        | Mebrat Hail       | 1-0 | 2-1    |

## Primera Ronda
| Equipo 1              | Agr.           | Equipo 2          | Ida | Vuelta |
| --------------------- | -------------- | ----------------- | --- | ------ |
| Petro Atlético Luanda | 1-1 (1-3 pen.) | SO l'Emyrne       | 1-1 | 1      |
| Highlanders           | 1-2            | Costa do Sol      | 1-0 | 0-2    |
| ASEC Mimosas          | 8-2            | FC 105 Libreville | 4-0 | 4-2    |
| Enyimba               | 5-3            | Étoile Filante    | 4-0 | 1-3    |
| Zamalek               | 6-0            | APR FC            | 6-0 | 0-0    |
| Nkana                 | 4-3            | Simba             | 4-0 | 0-3    |
| Raja Casablanca       | 5-2            | Wallidan          | 2-1 | 3-1    |
| Coton Sport           | 1-2            | Étoile du Congo   | 0-1 | 1-1    |
| Espérance de Tunis    | 8-2            | Tourbillon        | 5-1 | 3-1    |
| Al Madina             | 5-5 (v.)       | Akonangui         | 3-1 | 2-4    |
| Hearts of Oak         | 2-4            | Stade Malien      | 1-1 | 1-3    |
| CR Belouizdad         | 1-2            | Jeanne d'Arc      | 1-1 | 0-1    |
| Mazembe               | 3-1            | LDF               | 2-0 | 1-1    |
| Orlando Pirates       | 4-1            | Saint-Louisienne  | 2-1 | 2-0    |
| Al-Ahly               | 2-1            | Oserian Fastac    | 2-1 | 0-0    |
| Al-Merrikh            | 4-3            | Villa             | 2-1 | 2-2    |

1 la serie se jugó a un partido a causa de la guerra civil y violencia general en Madagascar.

## Segunda Ronda
| Equipo 1           | Agr.     | Equipo 2        | Ida | Vuelta |
| ------------------ | -------- | --------------- | --- | ------ |
| SO l'Emyrne        | 2-3      | Costa do Sol    | 2-1 | 0-2    |
| ASEC Mimosas       | 5-4      | Enyimba         | 4-1 | 1-3    |
| Zamalek            | 3-1      | Nkana           | 2-0 | 1-1    |
| Raja Casablanca    | 5-3      | Étoile du Congo | 3-0 | 2-3    |
| Espérance de Tunis | 5-2      | Al Madina       | 4-0 | 1-2    |
| Stade Malien       | 1-5      | Jeanne d'Arc    | 0-3 | 1-2    |
| Mazembe            | 4-2      | Orlando Pirates | 1-1 | 3-1    |
| Al-Ahly            | 3-3 (v.) | Al-Merrikh      | 2-0 | 1-3    |

## Fase de grupos

### Grupo A
| Club            | Pts. | PJ | PG | PE | PP | GF | GC | Dif. |
| --------------- | ---- | -- | -- | -- | -- | -- | -- | ---- |
| Raja Casablanca | 13   | 6  | 4  | 1  | 1  | 10 | 8  | +2   |
| Mazembe         | 10   | 6  | 3  | 1  | 2  | 6  | 3  | +3   |
| Jeanne d'Arc    | 6    | 6  | 2  | 0  | 4  | 7  | 10 | -3   |
| Al-Ahly         | 5    | 6  | 1  | 2  | 3  | 7  | 9  | -2   |

| Local           | Visita          | Ida | Vuelta |
| --------------- | --------------- | --- | ------ |
| Al-Ahly         | Jeanne d'Arc    | 1-2 | 1-2    |
| Mazembe         | Raja Casablanca | 2-0 | 0-1    |
| Jeanne d'Arc    | Mazembe         | 0-1 | 1-3    |
| Raja Casablanca | Al-Ahly         | 2-1 | 3-3    |
| Al-Ahly         | Mazembe         | 1-0 | 0-0    |
| Jeanne d'Arc    | Raja Casablanca | 1-2 | 1-2    |

### Grupo B
| Club               | Pts. | PJ | PG | PE | PP | GF | GC | Dif. |
| ------------------ | ---- | -- | -- | -- | -- | -- | -- | ---- |
| Zamalek            | 13   | 6  | 4  | 1  | 1  | 10 | 3  | +7   |
| ASEC Mimosas       | 12   | 6  | 4  | 0  | 2  | 12 | 6  | +6   |
| Espérance de Tunis | 10   | 6  | 3  | 1  | 2  | 9  | 6  | +3   |
| Costa do Sol       | 0    | 6  | 0  | 0  | 6  | 1  | 17 | -16  |

| Local              | Visita             | Ida | Vuelta |
| ------------------ | ------------------ | --- | ------ |
| Zamalek            | ASEC Mimosas       | 3-1 | 0-1    |
| Costa do Sol       | Espérance de Tunis | 0-1 | 1-4    |
| Espérance de Tunis | Zamalek            | 1-1 | 0-1    |
| ASEC Mimosas       | Costa do Sol       | 5-0 | 2-0    |
| Costa do Sol       | Zamalek            | 0-2 | 0-3    |
| Espérance de Tunis | ASEC Mimosas       | 2-0 | 1-3    |

## Semifinales
| Equipo 1     | Agr. | Equipo 2        | Ida | Vuelta |
| ------------ | ---- | --------------- | --- | ------ |
| ASEC Mimosas | 2-4  | Raja Casablanca | 2-0 | 0-4    |
| Mazembe      | 1-3  | Zamalek         | 1-1 | 0-2    |

### Final
| Equipo 1        | Agr. | Equipo 2 | Ida | Vuelta |
| --------------- | ---- | -------- | --- | ------ |
| Raja Casablanca | 0-1  | Zamalek  | 0-0 | 0-1    |

### Ida
| 30-11-2002 | Raja Casablanca | 0–0     | Zamalek | Stade Mohamed V, Casablanca                              |                                                          |
|            |                 | Reporte |         | Asistencia: 60,000 espectadores Árbitro(s): Falla N'Doye | Asistencia: 60,000 espectadores Árbitro(s): Falla N'Doye |

| Raja Casablanca | Zamalek |

| Raja Casablanca: |    |                        |  |     |
|                  |    |                        |  |     |
| ARQ              | 1  | Mustapha Chadli        |  |     |
| DEF              | 4  | Abdelouahad Abdessamad |  |     |
| DEF              | 16 | El-Amine Erbate        |  |     |
| DEF              | 23 | Noureddine Kacemi      |  |     |
| MED              | 8  | Abdellatif Jrindou     |  |     |
| MED              | 27 | Nabil Mesloub          |  |     |
| MED              | 29 | Zakaria Aboub          |  | 60' |
| MED              | 5  | Mohamed Ali Diallo     |  | 77' |
| DEL              | 20 | Hamid Nater            |  |     |
| DEL              | 11 | Hicham Aboucherouane   |  |     |
| DEL              | 9  | François Endene        |  |     |
| Substitutos:     |    |                        |  |     |
| MED              | 24 | Sami Tajeddine         |  | 60' |
| DEL              | 30 | Omar Zoubit            |  | 77' |
| Entrenador:      |    |                        |  |     |
| Walter Meeuws    |    |                        |  |     |

| Zamalek:              |    |                         |    |     |
|                       |    |                         |    |     |
| ARQ                   | 26 | Abdel Wahed Al Sayed    |    |     |
| DEF                   | 2  | Ibrahim Hassan          |    |     |
| DEF                   | 5  | Besheer El-Tabei        |    |     |
| DEF                   | 15 | Wael El-Quabbani        |    |     |
| DEF                   | 1  | Mehdat Abdelhadi        |    |     |
| DEF                   | 13 | Tarek El-Sayed          |    |     |
| MED                   | 20 | Tamer Abdel Hamid       |    |     |
| MED                   | 22 | Hossam Abdel Moniem     | ?' |     |
| MED                   | 11 | Mohamed Aboul Ela       | ?' |     |
| DEL                   | 10 | Walid Salah Abdel Latif |    |     |
| DEL                   | 9  | Hossam Hassan           | ?' | 89' |
| Substitutos:          |    |                         |    |     |
| DEL                   | 24 | Abdel Halim Ali         |    | 89' |
| Entrenador:           |    |                         |    |     |
| Carlos Roberto Cabral |    |                         |    |     |

### Vuelta
| 13-12-2002 | Zamalek           | 1–0     | Raja Casablanca | Cairo International Stadium, El Cairo                   |                                                         |
|            | Abdel Hamid 45+4' | Reporte |                 | Asistencia: 67,310 espectadores Árbitro(s): Al-Shelmani | Asistencia: 67,310 espectadores Árbitro(s): Al-Shelmani |

| Zamalek | Raja Casablanca |

| Zamalek:              |    |                         |     |     |
|                       |    |                         |     |     |
| ARQ                   | 26 | Abdel Wahed Al Sayed    |     |     |
| DEF                   | 2  | Ibrahim Hassan          | 40' |     |
| DEF                   | 1  | Mehdat Abdelhadi        |     |     |
| DEF                   | 5  | Besheer El-Tabei        |     |     |
| DEF                   | 15 | Wael El-Quabbani        |     |     |
| DEF                   | 13 | Tarek El-Sayed          |     |     |
| MED                   | 20 | Tamer Abdel Hamid       |     |     |
| MED                   | 11 | Mohamed Aboul Ela       |     |     |
| MED                   | 14 | Hazem Emam              |     | 78' |
| DEL                   | 10 | Walid Salah Abdel Latif |     | 82' |
| DEL                   | 9  | Hossam Hassan           |     |     |
| Substitutos:          |    |                         |     |     |
| DEL                   | 24 | Abdel Halim Ali         |     | 82' |
| MED                   | 22 | Hossam Abdel Moniem     |     | 78' |
| Entrenador:           |    |                         |     |     |
| Carlos Roberto Cabral |    |                         |     |     |

| Raja Casablanca: |    |                        |     |     |
|                  |    |                        |     |     |
| ARQ              | 1  | Mustapha Chadli        |     |     |
| DEF              | 4  | Abdelouahad Abdessamad | 15' |     |
| DEF              | 8  | Abdellatif Jrindrou    | 19' |     |
| DEF              | 16 | El Amin Erbate         |     | 80' |
| MED              | 24 | Tajeddine Sami         | 58' | 64' |
| MED              | 29 | Zakaria Aboub          |     |     |
| MED              | 27 | Nabil Masloub          |     |     |
| MED              | 23 | Noureddine Kacemi      | 60' |     |
| MED              | 20 | Hamid Nater            |     |     |
| DEL              | 9  | François Endene        |     |     |
| DEL              | 11 | Hicham Aboucherouane   |     |     |
| Substitutos:     |    |                        |     |     |
| DEL              | 30 | Omar Zoubit            |     | 80' |
| DEL              | 5  | Mohamed Ali Diallo     |     | 64' |
| Entrenador:      |    |                        |     |     |
| Walter Meeuws    |    |                        |     |     |

Campeón

Zamalek
5º título